# شیمر (کمیک)
شیمر (به انگلیسی: Shimmer) با نام اصلی سلیندا فلیندرز، یک شخصیت خیالی ابرشرور در کتاب‌های کامیک آمریکایی منتشر شده توسط دی‌سی کامیکس است. این شخصیت توسط مارو وولفمن و جرج پرز خلق شده‌است؛ که برای اولین بار در شمارهٔ ۳ از تایتان‌های نوجوان جدید (ژانویه ۱۹۸۱) حضور پیدا کرد. سلیندا و برادرش باران (که همچنین تحت نام مستعار ماموت شناخته می‌شود) ابرانسان‌هایی اهل استرالیا هستند. او یکی از اعضای برجسته گروه ابرشرور پنج وحشتناک به‌شمار می‌رود، که با استفاده از توانایی‌های ابرانسانی خود به مبارزه با تیم تایتان‌های نوجوان می‌پردازد.
نخستین حضور سینمایی این شخصیت در فصل دوم از مجموعه تلویزیونی تایتان‌ها با هنرنمایی هانکه تالبوت است.

## توانایی‌ها و قدرت‌ها
شیمر دارای توانایی ابرانسانی دگردیسی مواد است، که به او اجازه تغییر هر نوع عنصر یا ترکیب شیمیایی به نوع دیگر را می‌دهد. به نظر می‌رسد هیچ محدودیتی برای نوع عناصری که او قادر به تغییر است وجود ندارد، با این وجود دگرگونی تنها چند دقیقه به طول می‌انجامد، و فقط در شعاع سه پا (معادل ۹۱٫۴۴ سانتی‌متر) تأثیرپذیر است.
سلیندا فاقد هرگونه مهارت مبارزه‌ای است و در این زمینه برای محافظت از خود، به شدت متکی به برادرش است.